# 第一東京弁護士会
第一東京弁護士会（だいいちとうきょうべんごしかい）は、東京都にある日本の弁護士会の一つである。略称は「一弁」（いちべん）。弁護士会館の11・12・13階に拠点を置く。

## 概要
東京弁護士会、第二東京弁護士会と並ぶ東京都にある弁護士会。日本弁護士連合会、関東弁護士会連合会に所属している。委員会の他、総合法律研究所を設置し、人権の擁護と能力の向上に努めている。
渋谷に公設事務所を設置しているほか、霞が関、新宿に東京三弁護士会で共同で運営する法律相談センターを設けている。

## 歴史
明治末年、東京弁護士会の役員選挙で主流派であった「桃李倶楽部」が母体。1922年の役員選挙がきっかけとなって原嘉道、花井卓蔵、岸清一らが中心となって1923年5月8日創立。当時の社会的な背景として、東京大学の卒業者等一定の資格を有していた者に無試験で資格を付与することを廃止し、これに代わって試験資格者として高等学校卒業者に限るとの制限を課する高等試験令の改正をきっかけに、それまで行われていた弁護士試験（受験資格として学歴不要）に暫定措置を導入したため、東京弁護士会の弁護士の数が急増し、会内の統一的な意思形成が不可能になったことがあるとされている。

## 組織

### 役員
- 会長は1名。日本弁護士連合会の副会長を兼務する。初代会長は、原嘉道。
- 副会長は5名。
- 監事は2名。
- 常議員は46名。

歴代会長
| 氏名         | 在任期間                                |
| ------------ | --------------------------------------- |
| 原嘉道       | 1923年（大正12年） - 1926年（大正15年） |
| 岸清一       | 1927年（昭和 2年） - 1928年（昭和 3年） |
| 岩田宙造     | 1929年（昭和 4年） - 1930年（昭和 5年） |
| 鵜沢総明     | 1931年（昭和 6年） - 1932年（昭和 7年） |
| 堀江専一郎   | 1933年（昭和 8年） - 1935年（昭和 9年） |
| 平松市蔵     | 1935年（昭和10年） - 1936年（昭和11年） |
| 有馬忠三郎   | 1937年（昭和12年） - 1938年（昭和13年） |
| 山内確三郎   | 1939年（昭和14年） - 1940年（昭和15年） |
| 松本烝治     | 1941年（昭和16年） - 1942年（昭和17年） |
| 名川侃市     | 1943年（昭和18年） - 1944年（昭和19年） |
| 豊原清作     | 1944年（昭和19年） - 1946年（昭和21年） |
| 長谷川太一郎 | 1947年（昭和22年）                      |
| 島田武夫     | 1947年（昭和22年） - 1948年（昭和23年） |
| 伊勢勝蔵     | 1949年（昭和24年）                      |
| 井本常作     | 1950年（昭和25年）                      |
| 木村篤太郎   | 1951年（昭和26年）                      |
| 山崎佐       | 1951年（昭和26年） - 1952年（昭和27年） |
| 福井盛太     | 1953年（昭和28年）                      |
| 小林一郎     | 1954年（昭和29年）                      |
| 小野清一郎   | 1955年（昭和30年）                      |
| 大山菊治     | 1956年（昭和31年）                      |
| 酒巻弥三郎   | 1957年（昭和32年）                      |
| 荻野定一郎   | 1958年（昭和33年）                      |
| 毛受信雄     | 1959年（昭和34年）                      |
| 江川六兵衛   | 1960年（昭和35年）                      |
| 橋本武人     | 1961年（昭和36年）                      |
| 成富信夫     | 1962年（昭和37年）                      |
| 阿比留兼吉   | 1963年（昭和38年）                      |
| 井原邦雄     | 1964年（昭和39年）                      |
| 秋山賢三     | 1965年（昭和40年）                      |
| 富田喜作     | 1966年（昭和41年）                      |
| 横地秋二     | 1967年（昭和42年）                      |
| 梶谷丈夫     | 1968年（昭和43年）                      |
| 長野清       | 1969年（昭和44年）                      |
| 大塚喜一郎   | 1970年（昭和45年）                      |
| 浅沼澄次     | 1971年（昭和46年）                      |
| 兼藤栄       | 1972年（昭和47年）                      |
| 磯部靖       | 1974年（昭和49年）                      |
| 吉本英雄     | 1975年（昭和50年）                      |
| 天野憲二     | 1975年（昭和50年）                      |
| 谷川八郎     | 1976年（昭和51年）                      |
| 堀田勝二     | 1977年（昭和52年）                      |
| 入江正男     | 1978年（昭和53年）                      |
| 小林蝶一     | 1978年（昭和53年）                      |
| 小屋敏一     | 1979年（昭和54年）                      |
| 和田良一     | 1980年（昭和55年）                      |
| 佐藤庄市郎   | 1981年（昭和56年）                      |
| 設楽敏男     | 1982年（昭和57年）                      |
| 落合修二     | 1983年（昭和58年）                      |
| 長野法夫     | 1984年（昭和59年）                      |
| 竹内桃太郎   | 1985年（昭和60年）                      |
| 島田徳郎     | 1986年（昭和61年）                      |
| 岡村勲       | 1987年（昭和62年）                      |
| 平井博也     | 1988年（昭和63年）                      |
| 尾崎行信     | 1989年（平成元年）                      |
| 磯邉和男     | 1990年（平成2年）                       |
| 松家里明     | 1991年（平成3年）                       |
| 高橋勇次     | 1992年（平成4年）                       |
| 梶谷玄       | 1993年（平成5年）                       |
| 大下慶郎     | 1994年（平成6年）                       |
| 児玉公男     | 1995年（平成7年）                       |
| 山崎源三     | 1996年（平成8年）                       |
| 中川了滋     | 1997年（平成9年）                       |
| 梶谷剛       | 1998年（平成10年）                      |
| 竹内洋       | 1999年（平成11年）                      |
| 城山忠人     | 2000年（平成12年）                      |
| 丹羽健介     | 2001年（平成13年）                      |
| 山本孝宏     | 2002年（平成14年）                      |
| 軍司育雄     | 2003年（平成15年）                      |
| 東谷隆夫     | 2004年（平成16年）                      |
| 星徳行       | 2005年（平成17年）                      |
| 奈良道博     | 2006年（平成18年）                      |
| 加毛修       | 2007年（平成19年）                      |
| 村越進       | 2008年（平成20年）                      |
| 田中等       | 2009年（平成21年）                      |
| 江藤洋一     | 2010年（平成22年）                      |
| 木津川迪洽   | 2011年（平成23年）                      |
| 樋口一夫     | 2012年（平成24年）                      |
| 横溝髙至     | 2013年（平成25年）                      |
| 神洋明       | 2014年（平成26年）                      |
| 岡正晶       | 2015年（平成27年）                      |
| 小田修司     | 2016年（平成28年）                      |
| 澤野正明     | 2017年（平成29年）                      |
| 若林茂雄     | 2018年（平成30年）                      |
| 佐藤順哉     | 2019年（平成31年）                      |
| 若林茂雄     | 2019年（平成31年）                      |
| 寺前隆       | 2020年（令和2年）                       |
| 三原秀哲     | 2021年（令和3年）                       |
| 松村眞理子   | 2022年（令和4年）                       |
| 菰田優       | 2023年（令和5年）                       |
| 市川正司     | 2024年（令和6年）                       |

### 委員会・協議会
60余りの委員会・協議会がある。
- 資格審査会
- 懲戒委員会
- 綱紀委員会
- 紛議調停委員会
- 経理委員会
- 弁護士推薦委員会
- 人権擁護委員会
- 司法制度調査委員会
- 司法修習委員会
- 刑事弁護委員会
- 弁護士業務改革委員会
  - 第1部会（税務）
  - 第2部会（カード相談）
  - 第3部会（業務拡充・拡大）
  - 第4部会（業務推進）
  - 第5部会（中小企業）
  - 第6部会（コンピュータ）
  - 第7部会（遺言センター）
  - 第8部会（23条照会）
  - 第10部会（国際関係）
- 法曹人口等研究委員会
- 若手会員委員会

### 総合法律研究所
総合法律研究所は11部会に分かれている。
- 倒産法部会
- 会社法部会
- 遺言信託法部会
- 知的所有権法会
- 金融商品取引法研究部会
- 行政法研究部会
- 租税訴訟実務研究部会
- CSR（企業の社会的責任）研究部会
- スポーツ法学研究部会
- 中国法研究部会
- 現代中近東法研究部会

## 会報
- 「ICHIBEN Bulletin」毎月１回発行。
- 「いちべんNOW＆Future」

## 支部
多摩支部がある。

## 意見表明
グーグルマップ改竄事件を受けて岡正晶会長は、被害にあった法律事務所所属の弁護士が同弁護士会に所属しているとした上で、「この弁護士に対しては、他にも、インターネット上での誹謗中傷、危害を加える旨の告知、その他種々の嫌がらせ（業務妨害行為）が続いており、過去に逮捕者も出ている」と状況を説明した。その上で東京第一弁護士会は「弁護士に対するこの種の業務妨害行為は、弁護士制度に対する重大な挑戦であり、当会は断固抗議する」と表明した。
なお、該当弁護士を巡っては2023年にも弁護士や所属法律事務所を名乗った架空請求や爆破予告のメールなどが日本や大韓民国（韓国）で相次いでいるため、東京第一弁護士会が注意を呼び掛ける声明を同年7月に発表している。